# Piece by Piece
Piece by Piece är The Sinners andra album utgivet april 1990. Inspelad i  Music-A-Matic, Göteborg. Trummor och piano spelades in i Polar Studios, Stockholm , där LP:n också mixades. "Love You More Than This" släpptes som singel och blev en svensk radiohit.   

## Låtlista
1. Kiss Her To The Bone - 2:35
2. Sucking You Dry - 2:50
3. Love You More Than This  - 3:07
4. Next Time - 3:37
5. Gimme Some Dreaming - 3:13
6. I Can't Be True - 3:07
7. I Pushed My Luck - 3:49
8. Little Queen Of Hearts - 4:16
9. Small Circles - 3:21
10. Barbed Wire Heart - 3:59
11. Sleep-walker - 2:13
12. Beware - 4:16
13. Wipe Away Those Tears - 5:43
14. Happy Hour - 3:16  (Bonuslåt på CD)
15. Hey Bulldog - 3:01  (Bonuslåt på CD) (Lennon-McCartney)

Producerad av Michael Ilbert
Bonuslåtar CD: 14-15 Producerade av Keith Collin, Inspelad i Studion, Malmö

## Musiker
- Sven Köhler - Sång
- Michael Sellers - Gitarr, Munspel
- David Sellers - Bas
- Henki Van Den Born - Gitarr
- Kiddie Manzini - trummor

- Michael Ilbert - Piano, Orgel
- Jan Fredriksson, Sven Fridolfsson - Saxofon
- Erik Fridolfsson, Lennart Grahn - Trumpet
- Ralph Soovik - Trombon